# Pałac w Berezynie
Pałac w Berezynie – pałac wybudowany w miejscowości Berezyna.

## Historia
Miasteczko od 1856 było własnością Potockich. W jego południowej części znajduje się piętrowy, murowany pałac, zbudowany w pierwszej połowie XIX w., w stylu późno klasycystycznym na planie prostokąta, kryty dachem czterospadowym. Od fronty ryzalit szeroki na trzy okna, wsparty o cztery kwadratowe masywne kolumny, zwieńczony trójkątnym frontonem. Natomiast ryzalit od strony wysokiego brzegu rzeki jest półkolisty. We wnętrzu westybul i okrągła sala balowa. W otoczeniu obiektu znajdował się ogród i park ze starymi okazami drzew. Po II wojnie światowej siedziba szkoły podstawowej. W okolicznych lasach obfitujących w dziką zwierzynę (niedźwiedzie i łosie) odbywały się duże polowania organizowane przez właścicieli pałacu.

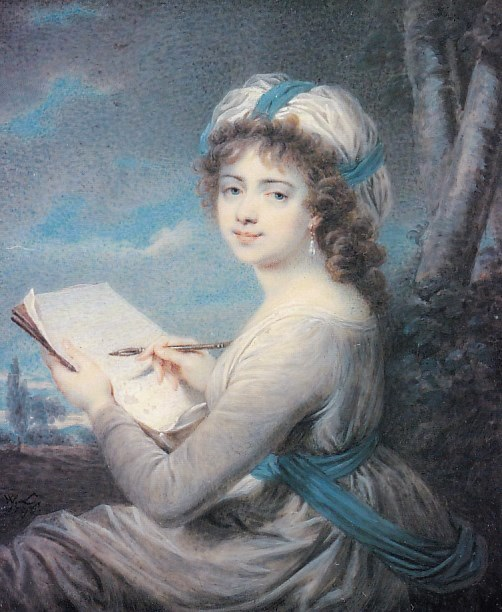
Anna Potocka
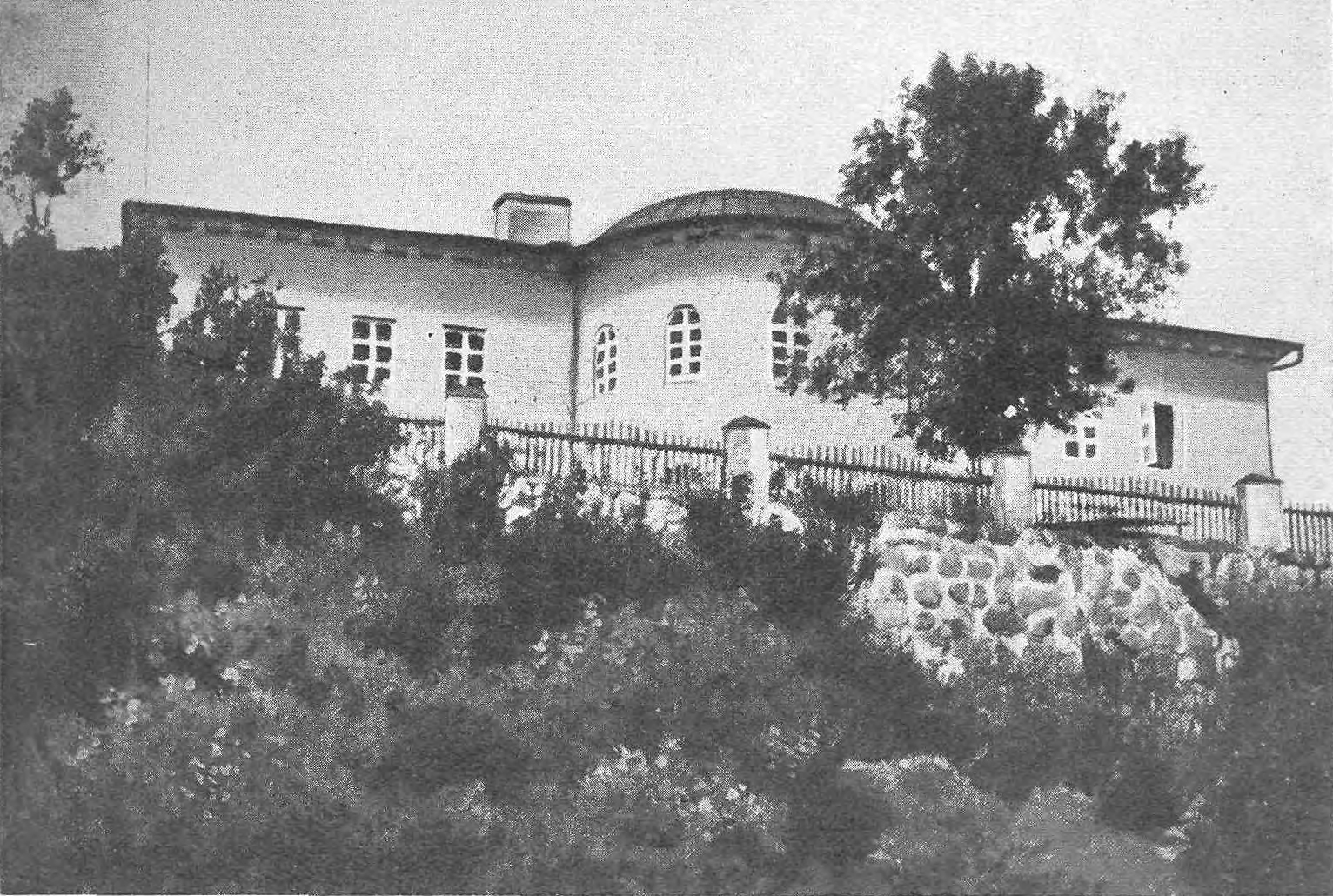
Pałac w 1910
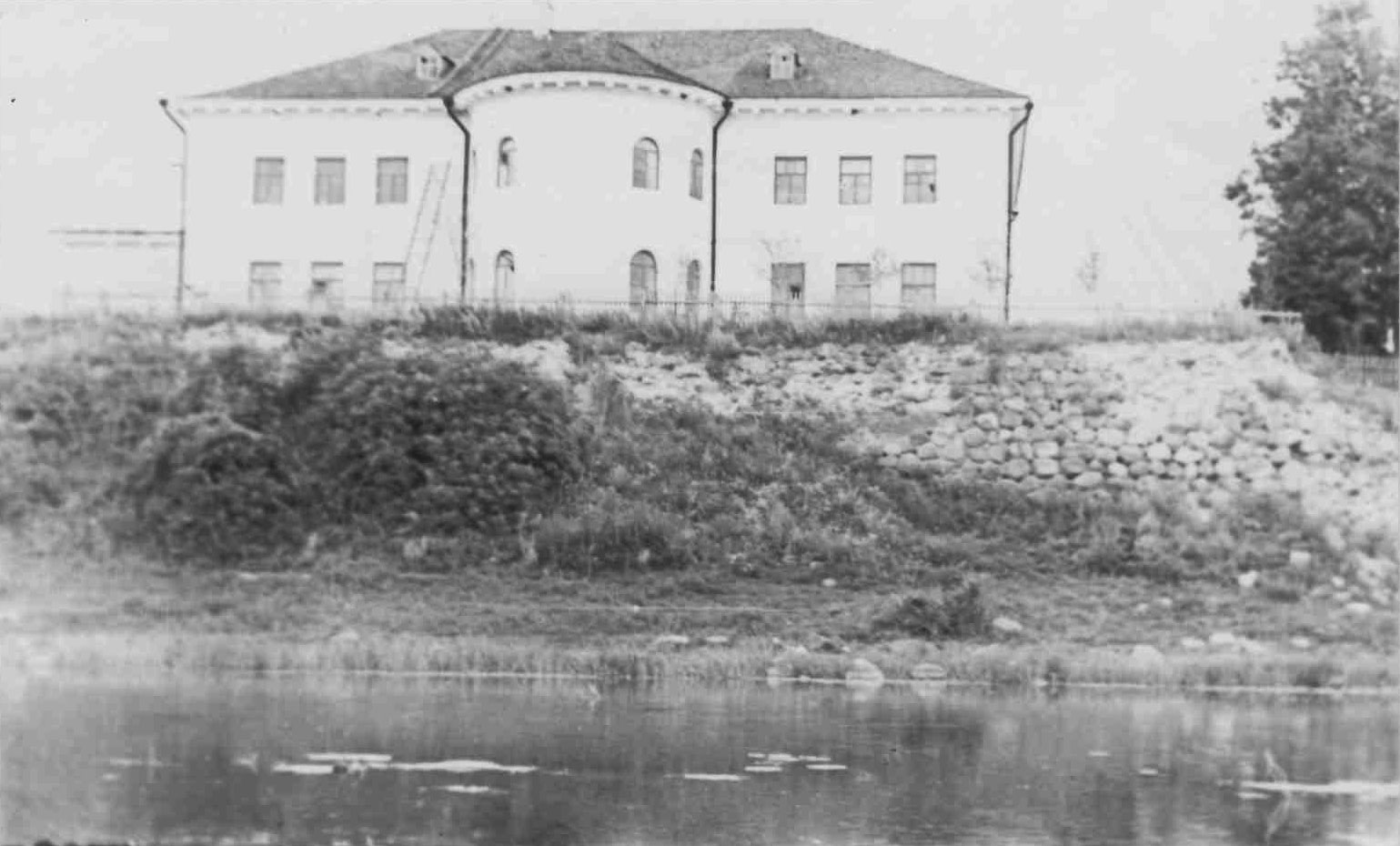
Pałac (w 1960-ch)
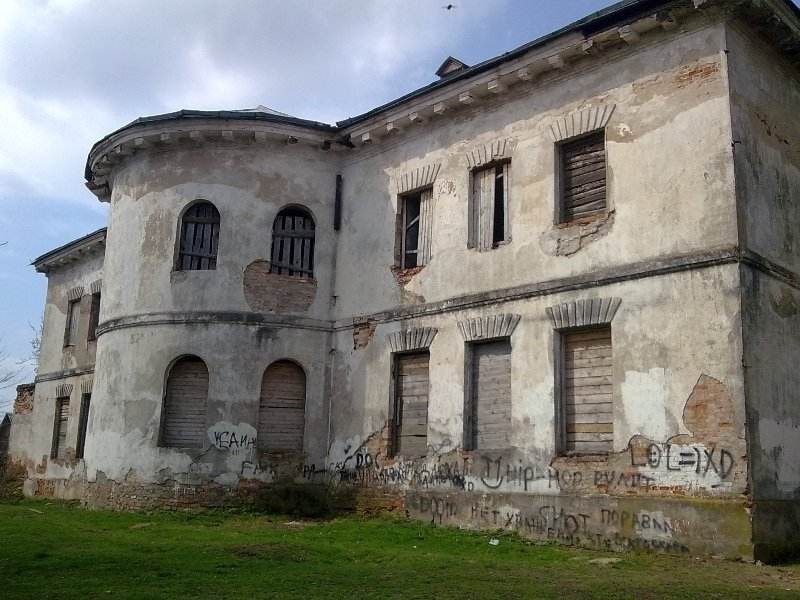
Pałac